# 100 mètres féminin aux Jeux olympiques d'été de 2008 (athlétisme)
Navigation
Athènes 2004 Londres 2012
L'épreuve du 100 mètres féminin aux Jeux olympiques d'été de 2008 s'est déroulée les 16 et 17 août 2008 dans le Stade national de Pékin.
Chaque comité olympique national pouvait inscrire trois athlètes ayant satisfaits à la limite A (11 s 32) durant la période de qualification (1er janvier au 23 juillet). Les comités nationaux pouvaient sinon inscrire une athlète ayant couru en dessous de la limite B (11 s 42) durant cette même période.
85 athlètes représentant 71 nations étaient inscrites, elles ont été réparties dans dix séries éliminatoires avant de se départager lors de quarts de finale (le 16 août), des demi-finales et la finale le 17 août.
Selon toute logique, la course se jouait entre les Américaines et les Jamaïcaines. Les sélections olympiques américaines avaient qualifié Muna Lee en 10 s 85 devant Torri Edwards et Lauryn Williams en 10 s 90, tandis qu'en Jamaïque, la championne du monde en titre Veronica Campbell-Brown n'avait fini que 4e en 10 s 88, devant céder la place à Kerron Stewart (10 s 80), Shelly-Ann Fraser (10 s 85) et Sherone Simpson (10 s 87). 
Après les séries, où le meilleur temps est réalisé par la Nigériane Oludamola Osayomi, les trois Jamaïcaines remportent chacune leur quart.
Dans la première demi-finale, Fraser l'emporte devant Lee, tandis que dans la seconde, Stewart termine devant Edwards.
En finale, Fraser et Williams prennent le meilleur départ, tandis qu'Edwards a une hésitation avant de s'élancer. Fraser se détache et franchit la ligne avec deux mètres d'avance sur ses coéquipières, toutes deux créditées de 10 s 98. Fraser égale la meilleure performance mondiale d'Edwards, 10 s 78, elle qui avait un record personnel de 11 s 31 avant 2008.
C'est le premier triplé de la Jamaïque aux Jeux olympiques, et seulement le cinquième en athlétisme chez les femmes.

## Records
Avant cette compétition, les records dans cette discipline étaient les suivants :
| Record du monde  | 10 s 49 | Florence Griffith-Joyner | États-Unis | 16 juillet 1988   | Indianapolis |
| Record olympique | 10 s 62 | Florence Griffith-Joyner | États-Unis | 24 septembre 1988 | Séoul        |

## Médaillées
| Or                | Argent          | Argent         |
| Shelly-Ann Fraser | Sherone Simpson | Kerron Stewart |

## Résultats

### Finale (17 août)
Vent : 0,0 m/s
| Rang | Pays        | Athlète                  | Temps        | Réaction |
| ---- | ----------- | ------------------------ | ------------ | -------- |
| 1    | Jamaïque    | Shelly-Ann Fraser        | 10 s 78 (PB) | 0 s 190  |
| 2    | Jamaïque    | Sherone Simpson          | 10 s 98      | 0 s 155  |
| 2    | Jamaïque    | Kerron Stewart           | 10 s 98      | 0 s 232  |
| 4    | États-Unis  | Lauryn Williams          | 11 s 03      | 0 s 149  |
| 5    | États-Unis  | Muna Lee                 | 11 s 07      | 0 s 234  |
| 6    | Royaume-Uni | Jeanette Kwakye          | 11 s 14 (PB) | 0 s 161  |
| 7    | Bahamas     | Debbie Ferguson-McKenzie | 11 s 19      | 0 s 167  |
| 8    | États-Unis  | Torri Edwards            | 11 s 20      | 0 s 179  |

Records et Performances
- AR : Record continental (area record)
- CR : Record des championnats (championship record)
- MR : Record du meeting (meet record)
- NR : Record national (national record)
- OR : Record olympique (olympic record)
- PR : Record paralympique (paralympic record)
- PB : Record personnel (personal best)
- SB : Meilleure performance personnelle de la saison (season's best)
- WL : Meilleure performance mondiale de l'année (world leader)
- WJR : Record du monde junior (world junior record)
- WR : Record du monde (world record)

Circonstances et Conditions
- DNF : N'a pas terminé (did not finish)
- DNS : N'a pas pris le départ (did not start)
- DQ : Disqualification (disqualification)
- NM : Aucun essai valable enregistré (No Mark)
- Q : Qualifié « directement » au prochain tour (ou à la prochaine compétition), lors d'une compétition majeure, grâce au classement ou à la réalisation des minima (automatic qualifier)
- q : Qualifié au prochain tour (ou à la prochaine compétition), lors d'une compétition majeure, grâce au repêchage ou à la réalisation de l'une des meilleures performances parmi celles des « non qualifiés directement » (grâce au meilleur temps ou à la meilleure distance par exemple) (secondary qualifier)

### Demi-finales (17 août)
Il y aura deux demi-finales. Les quatre premières de chaque course seront qualifiées pour la finale.
| Rang | Pays       | Athlète           | Temps     |
| ---- | ---------- | ----------------- | --------- |
| 1    | Jamaïque   | Shelly-Ann Fraser | 11 s 00 Q |
| 2    | États-Unis | Muna Lee          | 11 s 06 Q |
| 3    | États-Unis | Lauryn Williams   | 11 s 10 Q |
| 4    | Jamaïque   | Sherone Simpson   | 11 s 11 Q |
| 5    | Bahamas    | Chandra Sturrup   | 11 s 22   |
| 6    | Lituanie   | Lina Grincikaité  | 11 s 50   |
| 7    | Bulgarie   | Ivet Lalova       | 11 s 51   |
| 8    | Ghana      | Vida Anim         | 11 s 51   |

| Rang | Pays        | Athlète                  | Temps     |
| ---- | ----------- | ------------------------ | --------- |
| 1    | Jamaïque    | Kerron Stewart           | 11 s 05 Q |
| 2    | États-Unis  | Torri Edwards            | 11 s 18 Q |
| 3    | Royaume-Uni | Jeanette Kwakye          | 11 s 19 Q |
| 4    | Bahamas     | Debbie Ferguson-McKenzie | 11 s 22 Q |
| 5    | Biélorussie | Yulia Nesterenko         | 11 s 26   |
| 6    | Belgique    | Kim Gevaert              | 11 s 30   |
| 7    | Russie      | Yevgeniya Polyakova      | 11 s 38   |
| 8    | Nigeria     | Oludamola Osayomi        | 11 s 44   |

### Quarts de finale (16 août)
Il y aura cinq quarts de finale. Les trois premières de chaque course et le meilleur temps des viennent-ensuite seront qualifiées pour les demi-finales.
| Rang | Pays                        | Athlète                | Temps       |
| ---- | --------------------------- | ---------------------- | ----------- |
| 1    | Jamaïque                    | Shelly-Ann Fraser      | 11 s 06 (Q) |
| 2    | Russie                      | Yevgeniya Polyakova    | 11 s 13 (Q) |
| 3    | Royaume-Uni                 | Jeanette Kwakye        | 11 s 18 (Q) |
| 4    | Saint-Christophe-et-Niévès  | Virgil Hodge           | 11 s 45     |
| 5    | Îles Vierges des États-Unis | LaVerne Jones-Ferrette | 11 s 55     |
| 6    | Cameroun                    | Myriam Léonie Mani     | 11 s 65     |
| 7    | Nigeria                     | Ene Franca Idoko       | 11 s 66     |
| 8    | Barbade                     | Jade Latoya Bailey     | 11 s 67     |

| Rang | Pays              | Athlète             | Temps       |
| ---- | ----------------- | ------------------- | ----------- |
| 1    | Jamaïque          | Sherone Simpson     | 11 s 02 (Q) |
| 2    | États-Unis        | Muna Lee            | 11 s 08 (Q) |
| 3    | Bahamas           | Chandra Sturrup     | 11 s 16 (Q) |
| 4    | Royaume-Uni       | Montell Douglas     | 11 s 38     |
| 5    | Cuba              | Virgen Benavides    | 11 s 40     |
| 6    | Trinité-et-Tobago | Kelly-Ann Baptiste  | 11 s 42     |
| 7    | Russie            | Natalia Murinovich  | 11 s 51     |
| 8    | Ukraine           | Nataliya Pohrebnyak | 11 s 55     |

| Rang | Pays     | Athlète           | Temps       |
| ---- | -------- | ----------------- | ----------- |
| 1    | Bahamas  | Debbie Ferguson   | 11 s 21 (Q) |
| 2    | Nigeria  | Oludamola Osayomi | 11 s 28 (Q) |
| 3    | Ghana    | Vida Anim         | 11 s 32 (Q) |
| 4    | France   | Christine Arron   | 11 s 36     |
| 5    | Pologne  | Daria Korczynska  | 11 s 41     |
| 6    | Russie   | Natalia Rusakova  | 11 s 49     |
| 7    | Colombie | Yomara Hinestroza | 11 s 66     |
| 8    | Vietnam  | Thi Huong Vu      | 11 s 70     |

| Rang | Pays                        | Athlète            | Temps       |
| ---- | --------------------------- | ------------------ | ----------- |
| 1    | Jamaïque                    | Kerron Stewart     | 10 s 98 (Q) |
| 2    | États-Unis                  | Lauryn Williams    | 11 s 08 (Q) |
| 3    | Belgique                    | Kim Gevaert        | 11 s 10 (Q) |
| 4    | Biélorussie                 | Yulia Nestsiarenka | 11 s 14 (q) |
| 5    | Îles Vierges des États-Unis | Tahesia Harrigan   | 11 s 36     |
| 6    | Trinité-et-Tobago           | Semoy Hackett      | 11 s 46     |
| 7    | Ouzbékistan                 | Guzel Khubbieva    | 11 s 49     |
| 8    | Brésil                      | Lucimar de Moura   | 11 s 67     |

| Rang | Pays              | Athlète                    | Temps       |
| ---- | ----------------- | -------------------------- | ----------- |
| 1    | États-Unis        | Torri Edwards              | 11 s 31 (Q) |
| 2    | Lituanie          | Lina Grincikaite           | 11 s 33 (Q) |
| 3    | Bulgarie          | Ivet Lalova                | 11 s 40 (Q) |
| 4    | Norvège           | Ezinne Okparaebo           | 11 s 45     |
| 5    | Haïti             | Barbara Pierre             | 11 s 56     |
| 6    | Italie            | Anita Pistone              | 11 s 56     |
| 7    | Gabon             | Paulette Ruddy Zang-Milama | 11 s 59     |
| 8    | Trinité-et-Tobago | Sasha Springer-Jones       | 11 s 71     |

### Séries (16 août)
Il y a eu dix séries. Les trois premières de chaque course ainsi que les athlètes suivantes avec les dix meilleurs temps se sont qualifiées pour les quarts de finale.
| Rang | Pays              | Athlète             | Temps       |
| ---- | ----------------- | ------------------- | ----------- |
| 1    | États-Unis        | Torri Edwards       | 11 s 26 (Q) |
| 2    | Royaume-Uni       | Jeanette Kwakye     | 11 s 30 (Q) |
| 3    | Cameroun          | Myriam Léonie Mani  | 11 s 64 (Q) |
| 4    | Bulgarie          | Inna Eftimova       | 11 s 67     |
| 5    | Chine             | Jing Wang           | 11 s 87     |
| 6    | Arménie           | Ani Khachikyan      | 12 s 76     |
| 7    | Macédoine du Nord | Ivana Rozhman       | 12 s 92     |
| 8    | Palaos            | Peoria Koshiba      | 13 s 18     |
| 9    | Oman              | Buthaina Al-Yaqoubi | 13 s 90     |

| Rang | Pays                        | Athlète          | Temps       |
| ---- | --------------------------- | ---------------- | ----------- |
| 1    | France                      | Christine Arron  | 11 s 37 (Q) |
| 2    | États-Unis                  | Lauryn Williams  | 11 s 38 (Q) |
| 3    | Îles Vierges des États-Unis | Tahesia Harrigan | 11 s 46 (Q) |
| 4    | Brésil                      | Lucimar de Moura | 11 s 60 (q) |
| 5    | Grenade                     | Sherry Fletcher  | 11 s 65     |
| 6    | Irak                        | Dana Abdulrazak  | 12 s 36     |
| 7    | Pakistan                    | Sadaf Siddiqui   | 12 s 41     |
| 8    | Tuvalu                      | Asenate Manoa    | 14 s 05     |

| Rang | Pays                       | Athlète          | Temps       |
| ---- | -------------------------- | ---------------- | ----------- |
| 1    | États-Unis                 | Muna Lee         | 11 s 33 (Q) |
| 2    | Italie                     | Anita Pistone    | 11 s 43 (Q) |
| 3    | Ouzbékistan                | Guzel Khubbieva  | 11 s 44 (Q) |
| 4    | Saint-Christophe-et-Niévès | Virgil Hodge     | 11 s 48 (q) |
| 5    | Russie                     | Natalia Rusakova | 11 s 61 (q) |
| 6    | Hong Kong                  | Kin Yee Wan      | 12 s 37     |
| 7    | Palestine                  | Gharid Ghrouf    | 13 s 07     |
| 8    | Vanuatu                    | Elis Lapenmal    | 13 s 31     |
| 9    | Maurice                    | Bounkou Camara   | 13 s 69     |

| Rang | Pays              | Athlète               | Temps       |
| ---- | ----------------- | --------------------- | ----------- |
| 1    | Bahamas           | Chandra Sturrup       | 11 s 30 (Q) |
| 2    | Trinité-et-Tobago | Kelly-Ann Baptiste    | 11 s 39 (Q) |
| 3    | Lituanie          | Lina Grincikaite      | 11 s 43 (Q) |
| 4    | Trinité-et-Tobago | Semoy Hackett         | 11 s 53 (q) |
| 5    | Côte d'Ivoire     | Affoue Amandine Allou | 11 s 75     |
| 6    | Turkménistan      | Valentina Nazarova    | 11 s 94     |
| 7    | Cambodge          | Titlinda Sou          | 12 s 98     |
| 8    | Djibouti          | Ali Bourrale Fathia   | 14 s 29     |

| Rang | Pays               | Athlète                 | Temps       |
| ---- | ------------------ | ----------------------- | ----------- |
| 1    | Belgique           | Kim Gevaert             | 11 s 33 (Q) |
| 2    | Biélorussie        | Yulia Nesterenko        | 11 s 40 (Q) |
| 3    | Vietnam            | Thi Huong Vu            | 11 s 65 (Q) |
| 4    | Nigeria            | Halimat Oyinoza Ismaila | 11 s 72     |
| 5    | Japon              | Chisato Fukushima       | 11 s 74     |
| 6    | Antigua-et-Barbuda | Sonia Williams          | 12 s 04     |
| 7    | Guam               | Cora Alicto             | 13 s 31     |
| 8    | Afghanistan        | Robina Muqimyar         | 14 s 80     |

| Rang | Pays         | Athlète                            | Temps       |
| ---- | ------------ | ---------------------------------- | ----------- |
| 1    | Jamaïque     | Shelly-Ann Fraser                  | 11 s 35 (Q) |
| 2    | Ghana        | Vida Anim                          | 11 s 47 (Q) |
| 3    | Gabon        | Paulette Ruddy Zang-Milama         | 11 s 62 (Q) |
| 4    | Royaume-Uni  | Laura Turner                       | 11 s 65     |
| 5    | Madagascar   | Nirinaharifidy Ramilijaona         | 12 s 07     |
| 6    | Bahamas      | Tamica Clarke                      | 12 s 16     |
| 7    | Andorre      | Montserrat Pujol Joval             | 12 s 73     |
| 8    | Nicaragua    | Jessica Carolina Aguilera Aguilera | 13 s 15     |
| 9    | Îles Salomon | Pauline Kwalea                     | 13 s 28     |

| Rang | Pays        | Athlète             | Temps       |
| ---- | ----------- | ------------------- | ----------- |
| 1    | Bulgarie    | Ivet Lalova         | 11 s 33 (Q) |
| 2    | Royaume-Uni | Montell Douglas     | 11 s 36 (Q) |
| 3    | Cuba        | Virgen Benavides    | 11 s 45 (Q) |
| 4    | Nigeria     | Franca Idoko        | 11 s 61 (q) |
| 5    | Slovénie    | Pia Tajnikar        | 11 s 82     |
| 6    | Comores     | Feta Ahamada        | 11 s 88     |
| 7    | Gambie      | Fatou Tiyana        | 12 s 25     |
| 8    | Bangladesh  | Beauty Nazmun Nahar | 12 s 52     |

| Rang | Pays                             | Athlète                      | Temps       |
| ---- | -------------------------------- | ---------------------------- | ----------- |
| 1    | Nigeria                          | Oludamola Osayomi            | 11 s 13 (Q) |
| 2    | Bahamas                          | Debbie Ferguson              | 11 s 17 (Q) |
| 3    | Pologne                          | Daria Korczynska             | 11 s 22 (Q) |
| 4    | Colombie                         | Yomara Hinestroza            | 11 s 39 (q) |
| 5    | Trinité-et-Tobago                | Sasha Springer-Jones         | 11 s 55 (q) |
| 6    | Papouasie-Nouvelle-Guinée        | Mae Koime                    | 11 s 68     |
| 7    | Tchad                            | Hinikissia Albertine Ndikert | 12 s 55     |
| 8    | République démocratique du Congo | Franka Magali                | 12 s 57     |

| Rang | Pays                        | Athlète                | Temps       |
| ---- | --------------------------- | ---------------------- | ----------- |
| 1    | Russie                      | Evgeniya Polyakova     | 11 s 24 (Q) |
| 2    | Barbade                     | Jade Latoya Bailey     | 11 s 46 (Q) |
| 3    | Jamaïque                    | Sherone Simpson        | 11 s 48 (Q) |
| 4    | Ukraine                     | Nataliya Pohrebnyak    | 11 s 60 (q) |
| 5    | Bulgarie                    | Tezdzhan Naimova       | 11 s 70     |
| 6    | Thaïlande                   | Jutamass Tawoncharoen  | 11 s 82     |
| 7    | Yémen                       | Waseelah Saad          | 13 s 60     |
| 8    | États fédérés de Micronésie | Maria Ikelap           | 13 s 73     |
| 9    | Laos                        | Philaylack Sackpaseuth | 13 s 86     |

| Rang | Pays                        | Athlète                | Temps       |
| ---- | --------------------------- | ---------------------- | ----------- |
| 1    | Jamaïque                    | Kerron Stewart         | 11 s 28 (Q) |
| 2    | Norvège                     | Ezinne Okparaebo       | 11 s 32 (Q) |
| 3    | Îles Vierges des États-Unis | LaVerne Jones-Ferrette | 11 s 41 (Q) |
| 4    | Haïti                       | Barbara Pierre         | 11 s 52 (q) |
| 5    | Russie                      | Natalia Murinovich     | 11 s 55 (q) |
| 6    | Malte                       | Charlene Attard        | 12 s 20     |
| 7    | Sierra Leone                | Michaela Kargbo        | 12 s 54     |
| 8    | Monténégro                  | Milena Milasevic       | 12 s 65     |
| 9    | Népal                       | Chandra Kala Thapa     | 13 s 15     |